# Caccia alla frase
Caccia alla frase è stato un programma televisivo italiano di genere quiz, andato in onda su Italia 1 nei primi mesi del 1998, dalle ore 13 alle 13:30 dei giorni feriali. La conduzione era affidata a Peppe Quintale.

## Il programma
Era un gioco a premi che consisteva nell'indovinare a quale proverbio o modo di dire si riferisse una vignetta animata che veniva mostrata ai concorrenti. Ogni risposta esatta valeva 250.000 lire.
Fra i concorrenti vi fu anche Tiziano Ferro, all'epoca ancora sconosciuto al grande pubblico, che nell'occasione ebbe la possibilità di effettuare - seppur brevemente - la sua prima esibizione canora in televisione.